# Дейвид Уорнър
Дейвид Уорнър (на английски: David Warner) (29 юли 1941 г. – 24 юли 2022 г.) е английски актьор , изпълняващ, както положителни персонажи, така и злодеи, в театъра, киното, телевизията, анимации и видеоигри. По-известни филми с негово участие са „Трон“, „Стар Трек V: Последната граница“, „Стар Трек VI: Неоткритата страна“ и „Титаник“. Уорнър озвучава Рейш Ал Гул, един от най-големите врагове на Батман в „Батман: Анимационният сериал“, „Супермен: Анимационният сериал“ и „Батман от бъдещето“.

## Избрана филмография
| Година | Филм                             | Оригинално заглавие                    | Роля                             | Режисьор         |
| ------ | -------------------------------- | -------------------------------------- | -------------------------------- | ---------------- |
| 1970   | Балада за Кейбъл Хоуг            | The Ballad of Cable Hogue              | Преподобният Джошуа Дънкан Слоун | Сам Пекинпа      |
| 1970   | Перфектният петък                | Perfect Friday                         | Лорд Николас (Ник) Дорсет        | Питър Хол        |
| 1976   | Поличбата                        | The Omen                               | Кийт Дженингс                    | Ричард Донър     |
| 1981   | Бандити на времето               | Time Bandits                           | Ивъл                             | Тери Гилиъм      |
| 1982   | Трон                             | Tron                                   | Ед Дилинджър                     | Стивън Лисбергер |
| 1989   | Стар Трек V: Последната граница  | Star Trek V: The Final Frontier        | Посланик Джон Талбот             | Уилям Шатнър     |
| 1991   | Стар Трек VI: Неоткритата страна | Star Trek VI: The Undiscovered Country | Канцлер Горкан                   | Никълъс Майер    |
| 1994   | В бездната на лудостта           | In the Mouth of Madness                | Д-р Врен                         | Джон Карпентър   |
| 1997   | Титаник                          | Titanic                                | Спайсър Лавджой                  | Джеймс Камерън   |
| 2001   | Планетата на маймуните           | Planet of the Apes'                    | Сандар                           | Тим Бъртън       |